# Anja Wrede
Anja Wrede (* 1968 in Niedersachsen) ist eine deutsche Spieleautorin.

## Leben
Nach dem Abitur studierte Wrede Diplompädagogik an der TU Braunschweig. Ihr damaliger Professor Hein Retter brachte sie auf die Idee Spiele zu entwickeln. Ihre ersten Spiele wurden 1995 veröffentlicht. Inzwischen hat sie mehr als 100 Spiele bei verschiedenen deutschen und internationalen Verlagen veröffentlicht (z. B. Friedrich Verlag, HABA, Kosmos, Moses,  Ravensburger, Schmidt Spiele).
Ihr Schwerpunkt liegt auf der Entwicklung von Spielen für Kinder und Familien mit leichtem Einstieg. Die Spiele Klapper-Hexen (2004), Finde die Tiere (2009) und Kleine Froschmusik (2011) sind auf der Empfehlungsliste des Kinderspiel des Jahres eingetragen. Ihr Spiel Insel der Schmuggler (2004) wurde 2004 beim Österreichischen Spielepreis „Spiel der Spiele“ in der Kategorie Spielehit für Kinder ausgezeichnet.
Sie arbeitet unter anderem im Team mit den Autoren Christoph Cantzler und Bruno Faidutti. Gemeinsam mit Cantzler brachte sie das Kinderspiel Geisteruhr auf den Markt.
Anja Wrede ist die Schwester der bildenden Künstlerin Barbara Wrede.